# Akuji the Heartless
Akuji the Heartless (Traducido como Akuji el cruel) es un videojuego perteneciente al género de acción-aventura, lanzado en el año 1998 para la consola PlayStation. El videojuego utiliza el motor del juego Gex: Enter the Gecko, ambos videojuegos han sido desarrollados por la empresa Crystal Dynamics. El juego consiste en la mecánica clásica de Cortar y destripar en combinación con elementos de plataforma.

## Historia
El juego se centra alrededor del sacerdote vudú y guerrero Akuji (interpretado por Richard Roundtree), que había arrancado su corazón el día de su boda, y mediante el uso de la magia vudú está condenado a vagar por el mundo terrenal. Sin embargo, Kesho, su posible novia, lo encuentra en el infierno y le habla en forma de alma: ella le informa que Orad, el propio hermano de Akuji, fue quien orquestó su asesinato. Le ruega a Akuji escapar y dejarla a ella, ya que sus familias se están preparando para la guerra, y Orad se está preparando para sacrificarla a los dioses. Al viajar a través de la primera dimensión del Infierno, se descubre que en consulta con el Barón Samedi, Akuji tiene una oportunidad de redención: si atraviesa El Infierno y recoge las almas de sus antepasados, que el barón desprecia por su maldad; entonces se le otorgará pasaje seguro al personaje del mundo subterráneo. En su camino a través del infierno, también debe vencer a los guardianes de cada una de las puertas de espíritu, lo que le permitirá avanzar en su búsqueda de las almas.

## El Infierno
El ambiente del videojuego está basado, en ciertos lugares, al Infierno del que hoy en día nos referimos.
Luego de que nuestro personaje haya muerto en el prólogo, se dirige automáticamente al Infierno, más precisamente a Cocito (o en inglés "Cocytus"), el río de las lamentaciones. El juego está conformado por 17 largas dimensiones, cuatro de ellas guaridas de jefes. 
En el Infierno conseguiremos puzles o desafíos, que bloquearan el paso del personaje, por lo menos para conseguir rescatar a un antepasado. Está lleno de muchos enemigos, que nos bloquearan también el paso.

### Personajes
- Akuji: Protagonista del juego. Aparentemente muere por extracción de corazón. Akuji se caracteriza por ser muy fuerte y ágil. Porta una máscara y su rostro está detallado con pinturas que simbolizan su cultura. Su misión es lograr la resurrección para evitar que Orad sacrifique a su esposa, Kesho. Pero al final descubre que el Barón Samedi es su hermano; lo cual, lo obliga a combatir contra él, por su propia salvación y la de Kesho.

- Kesho: Esposa de Akuji. Kesho es secuestrada por Orad, con el fin de poder sacrificarla a los dioses. Akuji tiene una aparición con este personaje en Cocito, pero no se presenta físicamente, sino más bien en forma de alma. A Kesho la volvemos a ver al final del juego, encerrada en una jaula gigante. Le advierte a Akuji que Barón tiene malas intenciones contra todos y por consecuente éste debe eliminarlo. Finalmente este personaje aparece en el vídeo bonus, danzando, mientras Akuji sacrifica a una especie de animal verde.

- Orad: Hermano de Akuji. Es mencionado por Kesho y por Akuji en varios momentos de juego. Orad, según Kesho, fue el responsable de su secuestro y es quien piensa sacrificarla. También fue el que estropeó la boda de Akuji. Probablemente sea el que aparece en la parte final de la introducción del juego. Regando cera caliente de la vela al corazón de Akuji.

- Barón Samedi: Amo de las dimensiones del infierno. Es un espíritu en forma de esqueleto, vestido de traje y gafas. Porta un objeto que le permite abrir cada una de las puertas del inframundo. Akuji se enfrenta a él en el juicio final.

- Carón: El barquero del infierno hace su aparición en Limbo. Esta vez para transportar a Akuji a una isla lejana, separada por un gran precipicio sin fondo.

### Objetos
- Corazones: El corazón permite que el protagonista se recupere de salud, dependiendo del tamaño del mismo. Podemos encontrarnos con corazones pequeños, que obviamente sumaran una diminuta cantidad de salud. También están corazones medianos y grandes.
- Máscaras: Al ser recolectada, hace que Akuji recupere totalmente su salud. Son muy escasas, pero valiosas.
- Llaves mágicas: Son extraños objetos que al ser colocados en ciertos altares con aura verde, abren puertas que nos desbloquean nuestro sendero hacía la siguiente dimensión.
- Emblema de la Armada Invencible: Objeto simbólico dorado. Capaz de abrir ciertas puertas de la armada.
- Diamantes: Son los puntos de partida. Ubicados estratégicamente en cada dimensión.
- Tabla de consejos: Como su nombre lo describe, son objetos que sirven para alimentar nuestro conocimiento sobre el juego (controles, consejos, etc.).
- Tabla de guardado: Ubicada solamente en el centro del templo del Barón. Salvan la partida tras haber completado una dimensión. 
- Ancestros: Los ancestros están representados como cabezas. En cada nivel, a excepción de los niveles de jefes, hay cuatro ancestros. 
En todo el juego, hay 52. Debemos cogerlos todos en caso de querer ver el final alternativo.
- Almas: Las almas de los enemigos varían su tamaño según cuán fuertes sean. Si logramos coger 100, acumulamos una oportunidad.
- Muñecos vudú: Si logramos conseguir 100 muñecos, nuestro indicador de salud aumentará su tamaño.
- Hechizos: Representados por calaveras. Cada una con sus características distintivas.
- Altares: Reponen los hechizos lanzallamas cuando el jugador los consume.

### Armas
- Cuchillas: El arma Básica del Juego usada par desgarrar y desmembrar. Tienen una efectividad media.

- Patadas: Generan una gran magnitud de daño a sus oponentes. El personaje puede arrojar patadas en el suelo y también colgado de algún objeto.

- Ametralladora Infernal: El personaje expulsa una serie de estrellas. Son bastante rápidas pero no son muy poderosas.

Efectividad: Baja.
- Espíritus Vengadores: Son calaveras de aura azul, que al ser lanzadas, persiguen a seres malignos.

Efectividad: Media.
- Lanzallamas: Especie de hechizo amarillo, que causa gran daño a los enemigos. A diferencia de la Ametralladora Infernal, el Lanzallamas se caracteriza por ser un poco más lento pero bastante fuerte.

Efectividad: Alta.
- Explosión Final: Akuji arroja un extraño insecto, que al entrar en contacto con alguien o algo, genera una gran explosión. Si Akuji se encuentra cerca del lugar en donde ocurre la explosión, este puede salir perjudicado, al igual que sus oponentes.

Efectividad: Excelente.
- Escudo de Sangre: Esfera sangrienta que produce un extraño sonido al ser utilizada. La sangre que liberan los oponentes de Akuji entran a este escudo. Este automáticamente actúa y la convierte en sangre pura, ayudando a Akuji a recuperar sangre perdida, y por consecuente, subiendo el indicador de salud.

Efectividad: Excelente.
- Súper Espíritus Vengadores: La diferencia que hay entre los Espíritus Vengadores y este hechizo, es que los Súper Espíritus Vengadores son extremadamente poderosos. Persiguen igualmente a los enemigos de Akuji, con la única desventaja de que son muy lentos.

Efectividad: Alta.
- Esferas Eléctricas: Como su nombre indica, son esferas eléctricas que se sostienen en el aire. Son básicamente de color azul, y actúan sobre los enemigos de Akuji, liberando un rayo que, a algunos logra paralizarlos y a otros no.

Efectividad: Media.
- Escudo de Fuego: Vuelve invencible al protagonista durante unos segundos.

Efectividad: Excelente.
- Energía Explosiva: Se caracterizan por adoptar la forma de un rayo, de color verde. Son rápidos.

Efectividad: Media.
- Ola Mortal : Akuji puede generar una especie de anillo violeta, que se encarga de lastimar a todo aquel que esté a su alrededor.

Su duración es bastante corta, pero eficaz ante una situación que requiera de un ataque rápido y general, respetando el límite de la ola.
Efectividad: Alta.

### Jefes

#### Madhi
En el primer vestíbulo, Madhi es quien lo controla todo. Es un insecto gigante de unos tres metros, que genera explosiones. La guarida de Madhi consta de dos islas, sostenidas por su propia cuenta, ya que debajo solo hay precipicios. En la primera isla están unos sobresalientes, que le permite al protagonista escudarse de las explosiones. Si el personaje se queda estático en el escudo, Madhi reaccionará arrojando una súper explosión. Las súper explosiones traspasan los muros, por lo que no sirve de nada ocultarse, sino más bien escapar a toda velocidad. En esta isla también hay rombos mágicos, que le conceden al jugador un hechizo aleatorio. Ésta isla por su puesto pertenece a Akuji. La otra isla, que pertenece a Madhi, no tiene nada en especial. Simplemente el monstruo la utiliza para arrojarte bombas sin que le logres hacer daño. Lo que parece un duelo de bombas, se convierte en una lucha cuerpo a cuerpo, ya que Madhi es capaz de hacer trampa y volarse hasta la isla de Akuji, intentando dañarle con sus ataques. Este combate cercano solo dura unos momentos. Madhi saltará nuevamente a su isla, y así sucesivamente. El jugador deberá acostumbrarse a esta rutina, para poder vencer al insecto.

#### Okal
La Reina Araña. Okal es una enorme araña que lanza proyectiles a gran velocidad. En un principio, la reina estará durmiendo en una especie de cápsula verde. Mientras tanto, Akuji deberá destruir todos los nidos de araña de la guarida, con el fin de poder irritar a la reina y obligarla a salir de su cápsula. Cuando el objetivo sea completado, la araña se posicionará en un muro, y empezará a expulsar proyectiles. Se recomienda ocultarse en los muros que sostienen a los nidos, hasta que la reina logre calmarse y así poder atacarla. De por sí, este jefe es bastante sencillo, si el jugador logra captar la vía más fácil: coger todos los "Súper Espíritus Vengadores" y arrojárselos a Okal desde una posición segura, sin importar la dirección a donde sean expulsados. Recordemos que este poder persigue a los enemigos, por lo que al ser arrojando, siempre estará quemando a la araña. No debemos gastar los espíritus, están ajustados exactamente con el medidor de salud de la reina. Si queremos ocuparnos en un principio de las hijas de la reina, de una forma segura, debemos colgarnos de las telarañas que están en los muros y coger "Energías Explosivas". 

#### Purity
El demonio despierta con el único objetivo de aniquilar a Akuji. Inicialmente, el jefe destroza un camino de almas accidentalmente y se posiciona en un sobresaliente para automáticamente empezar a lanzar bombas. Notaremos que su medidor al principio es muy corto. Cuando lo derrotemos, saldrá de su hueco y volará hasta entrar en una puerta, hacia el norte. Luego, inicia la batalla. Se recomienda ir constantemente al norte para coger de un altar, proyectiles. No es efectivo luchar cuerpo a cuerpo con Purity, debido a que es muy ágil y tras de eso, está parado encima de un río maligno, que le resta salud al personaje. Cuando logremos quitarle la mitad de salud al demonio, la cola saldrá despedida de su cuerpo y se transformará en un ser independiente que se lanzará contra Akuji para dañarle. Debemos acabar con él, para obtener un corazón y así eliminar al tercer jefe.

#### Barón Samedi
Por último, el mismísimo Barón. Éste es bastante fuerte y sus ataques son muy variados. Son muy parecidos a los ataques de Akuji. En combate cuerpo a cuerpo, Samedi usará su hoz. De lejos, es capaz de arrojar proyectiles. Barón puede volar e incluso teletransportarse. El entorno es bastante peligroso, debido a que hay muchos agujeros con llamas. Consta de una sola isla, con cuatro sederos. Dos de ellos conducen a altares con rombos mágicos. Si logramos derrotarlo, abandonará su elegante figura y se transformará en una especie de bestia infernal. Los ataques esta vez serán más fuertes. Cuerpo a cuerpo, la bestia tratará de golpear al personaje con su cola, el cual resta una considerable cantidad de sangre. La ventaja es que, a diferencia del Barón como tal, la bestia es muy lenta. Por lo que a Akuji le dará chance atinarle a los rombos mágicos y conseguir recoger unos cuantos proyectiles. Si lo derrotamos, conseguiremos salvar a Kesho, y el juego acabará.

### Transformación
En ciertos niveles, el personaje puede toparse con una altar vudú. Cuando el personaje entra en contacto con este altar, por inercia, Akuji se transforma en un animal increíblemente fuerte y violento. Esta transformación genera que el personaje:
- Aumente su estatura.
- Incremente su fuerza cinco veces más.
- Permite que sea más veloz.
- Salte con mayor fuerza.
- Sustituya sus cuchillas por garras.
La única desventaja está en que no se pueden arrojar bombas estando transformado. Por lo que se recomienda tener más precaución a la hora de combatir cuerpo a cuerpo.

### Escenas
El juego costa de siete escenas, dos de ellos opcionales:
- Introducción: Akuji nos narra los acontecimientos.
- Primer sacrificio: Tras derrotar a Madhi, Akuji aparece sacrificando a un animal en un extraño lugar. El sacrificio se lo dedica al Barón Samedi, para luego gritar junto al sangramiento del animal, el nombre de su mujer: Kesho.
- Segundo sacrificio: Después de haber aniquilado a la reina, aparece la silueta de Akuji en unos de los muros del infierno, desgarrando a un animal. Nuevamente el sacrificio de lo dedica al Barón.
- Tercer sacrificio: Muere Purity. Akuji está calentando su cuchilla con el fuego de una vela, mientras le pide disculpa a Kesho mentalmente, por el acto que va a cometer. Akuji prosigue asesinando a una bestia atada, con una sola apuñalada. El sacrificio se lo dedica a los dioses.
- Salvación: Akuji camina hasta la celda de Kesho, y con sus cuchillas, corta las cuerdas que la mantienen atada. Kesho le regala a Akuji un nuevo corazón, devolviédole la vida, seguidamente de un beso como premio por haberla salvado. El entorno automáticamente cambia, y logran regresar a la Tierra, mientas la pareja se besa. La escena termina con Akuji, lanzando su máscara al suelo, dando a entender que su objetivo, está completado.
- Final Alternativo (opcional): Cuando el jugador obtiene los 52 ancestros, un final alternativo aparece después del vídeo "Salvación". Akuji aparece a toda velocidad corriendo y escalando árboles, cazando animales. Mientras Kesho realiza una danza. Akuji consigue coger a un animal y lo parte en dos con sus manos, para luego alzarlo a una estatua, que posiblemente represente a un Dios. El ritual concluye con Kesho tirándose al piso, dando a entender que el sacrificio a culminado, y Akuji gira hacia la cámara, desapareciendo y dejando la silueta de su máscara al jugador.
- Final Ruin (opcional): Cuando el jugador a gastado todas sus oportunidades, aparece una escena con un único gráfico. La máscara de Akuji aparentemente destrozada y un letrero que dice: "Game Over" (Juego Terminado). Tendremos que iniciar de nuevo o cargar una partida salvada. Si obtenemos este final, posiblemente Akuji se quede encerrado para siempre en el infierno, Barón Samedi logre conquistarlo todo y Kesho sea sacrificada.
```
  "A veces la muerte, es solo el comienzo" 
  - Akuji -
```

### Curiosidades
- El juego tiene un gran carácter de survivor-horror debido a sus elementos sangrientos, oscuros, y a la cantidad de puzles que se encuentran a lo largo de la aventura.

- Los monstruos cortados por la mitad que aparecen desde el segundo nivel son muy parecidos al que aparece en la película de Silent Hill en el baño donde mataron al conserje.

- Las Cuchillas de Akuji son bastante similares a las usadas por los asesinos en la saga de juegos Assassin's Creed.

- El juego de Akuji se incorporó en un pack de 5 juegos para playstation un disco que se llamó "5 en 1" Acompañando a Duke Nukem: Time to Kill, Syphon Filter, El videojuego Apocalipsis y Small Soldiers; ciertas ediciones de este pack incluyeron un CD adicional con los videojuegos de Tomb Rider 3, Bugs Life y Crash Bandicoot 3 para un total de 8 videojuegos.

- También había una versión de Akuji con una demo de Soul Reaver, otra demo de Tomb Raider III y un tráiler corto del juego Gex 3: Deep Cover Gecko que saldría 1 año después de Akuji, estos 3 juegos fueron desarrollados todos por la empresa Crystal Dynamics.

## Desarrollo
Akuji el cruel se construyó sobre el motor de juego de Gex: Enter the Gecko.

## Recepción
Next Generation revisó la versión del juego para PlayStation, calificándola con tres estrellas de cinco, y afirmó que "Crystal Dynamics sin duda ha brindado a los jugadores un título de acción sólido con suficiente imaginación para complacer a aquellos que poseen una predilección por lo macabro, pero los controles y las animaciones evitan que Akuji entre realmente en el centro de atención del género".

El juego recibió críticas positivas de acuerdo con el sitio web de reseñas GameRankings.